# St-Julien-de-Brioude (Marolles-en-Brie)

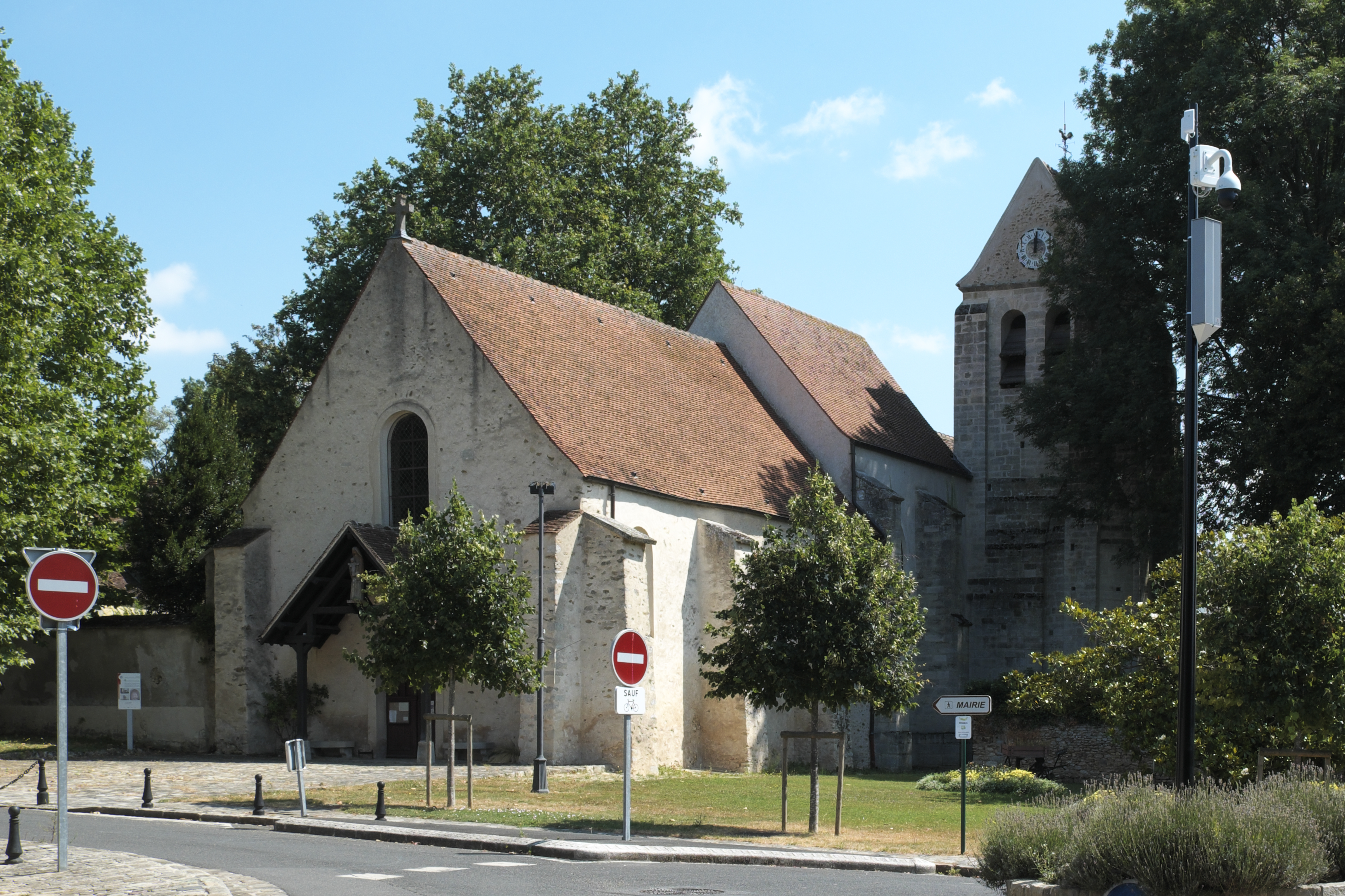
Pfarrkirche Saint-Julien-de-Brioude

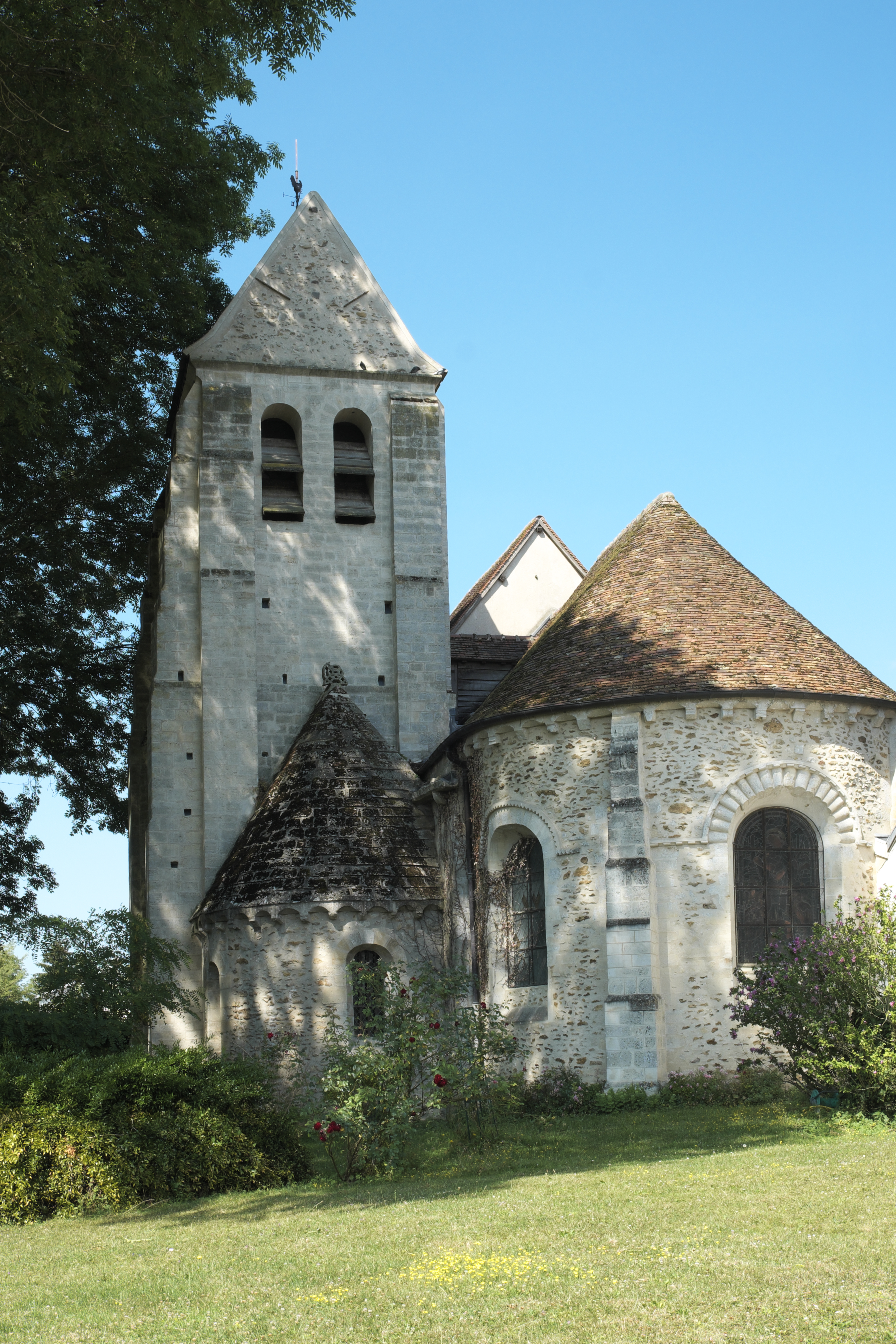
Ansicht von Osten

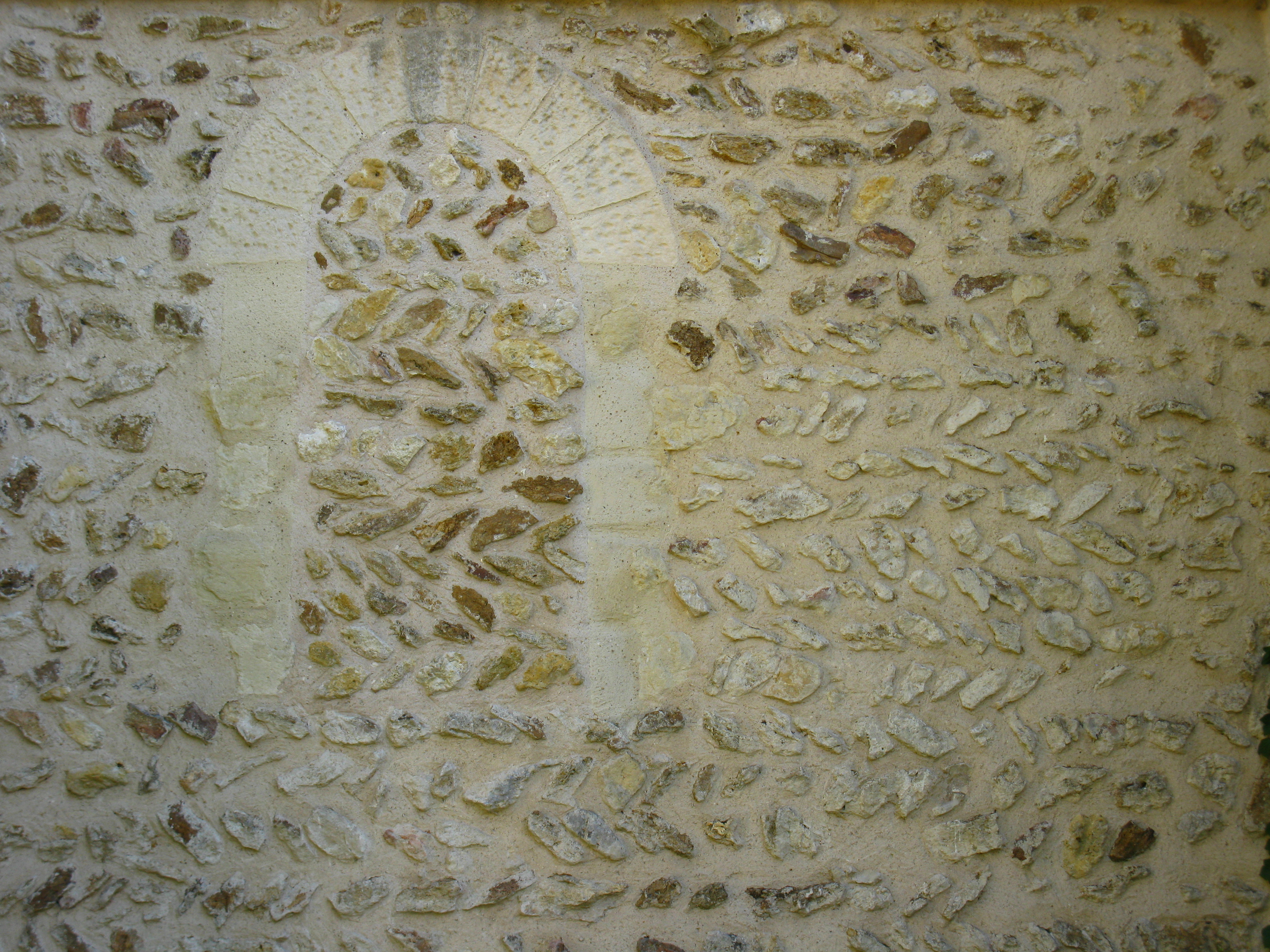
Nordmauer der karolingischen Kapelle mit Fischgrätmuster

Die katholische Pfarrkirche Saint-Julien-de-Brioude in Marolles-en-Brie, einer Gemeinde im Département Val-de-Marne in der französischen Region Île-de-France, wurde im 12. Jahrhundert an der Stelle einer karolingischen Kapelle errichtet. Die dem Märtyrer Julianus von Brioude geweihte Kirche gilt als die älteste des Départements. Im Jahr 1909 wurde die Kirche als Monument historique in die Liste der Baudenkmäler in Frankreich aufgenommen.

## Geschichte
Bereits im 9. Jahrhundert gab es an der Stelle der heutigen Kirche eine kleine Kapelle, deren in Fischgrätmuster errichtete Nordmauer noch heute erhalten ist. Im 11. Jahrhundert wurde das Untergeschoss des Glockenturmes erbaut. Ende des 11. Jahrhunderts gelangte die Kapelle in den Besitz des Domkapitels der Kathedrale Notre-Dame in Paris und im Jahr 1117 schenkte der Bischof von Paris die Kapelle von Marolles den Mönchen des Priorats Saint-Martin-des-Champs mit dem Auftrag, dort eine Kirche zu errichten. In den folgenden Jahren entstanden im Stil des Übergangs von der Romanik zur Gotik der Chor, die Apsiden und der Glockenturm. Im 17. Jahrhundert wurde unter Einbeziehung der Nordmauer der karolingischen Kapelle ein neues Langhaus errichtet. Im 18. Jahrhundert verlängerte man das Langhaus nach Westen. Ein Stein rechts vom Mittelfenster, in den die Jahreszahl 1768 eingemeißelt ist, erinnert an die Fertigstellung der Westfassade. Die baufällig gewordene nördliche Apsis, die als Sakristei diente, wurde 1870 abgerissen. 1945 errichtete man über dem Portal die offene Vorhalle.
Bei den Ausgrabungen in den 1970er Jahren wurden der ursprüngliche Fußboden des karolingischen Chors und der steinerne Altar aus dem 12. Jahrhundert wieder freigelegt. Außerdem entdeckte man die Skelette der Mönche, die unter dem Chor wieder bestattet wurden. In zwei Mauernischen, die ebenfalls bei den Ausgrabungen wiederentdeckt wurden, werden kleinere Fundstücke ausgestellt.

## Architektur

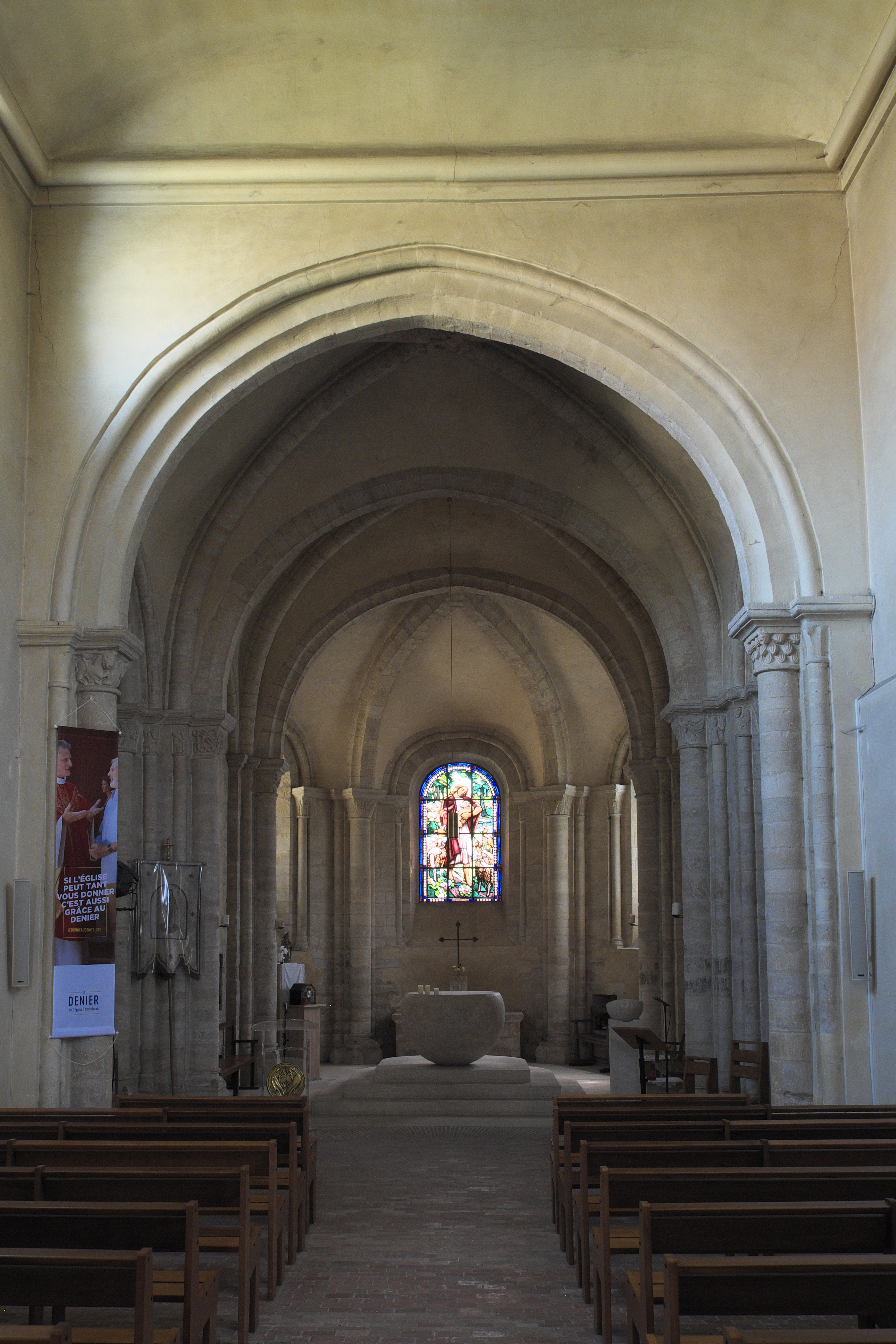
Innenraum

### Außenbau
Der über quadratischem Grundriss errichtete Glockenturm wird an den Ecken von Strebepfeilern gestützt. Er ist mit einem Satteldach gedeckt und wird im Obergeschoss auf allen vier Seiten von großen, rundbogigen Klangarkaden durchbrochen. An der Südwestecke ist ein runder Treppenturm angebaut. Von den beiden seitlichen Apsiden ist nur noch die südliche erhalten. Sie wird von Steinplatten gedeckt und ist mit einem Steinkreuz mit drei konzentrischen Kreisen bekrönt. In die größere Mittelapsis, die von mehrfach abgetreppten Strebepfeilern gegliedert wird, sind drei große Rundbogenfenster eingeschnitten.

### Innenraum
An das einschiffige Langhaus schließt sich im Osten der zweijochige Mönchschor aus dem 12. Jahrhundert an. Er besitzt ein Kreuzrippengewölbe und mündet in eine halbrunde Apsis. 

### Kapitelle
Die Säulen im Chor besitzen Kapitelle, die mit über vierzig verschiedenen Motiven verziert sind. Sie stellen menschliche Figuren, Engel, Köpfe, Tiere und Phantasiewesen, stilisierte Blätter, Girlanden und ineinander verschlungene Bänder dar.

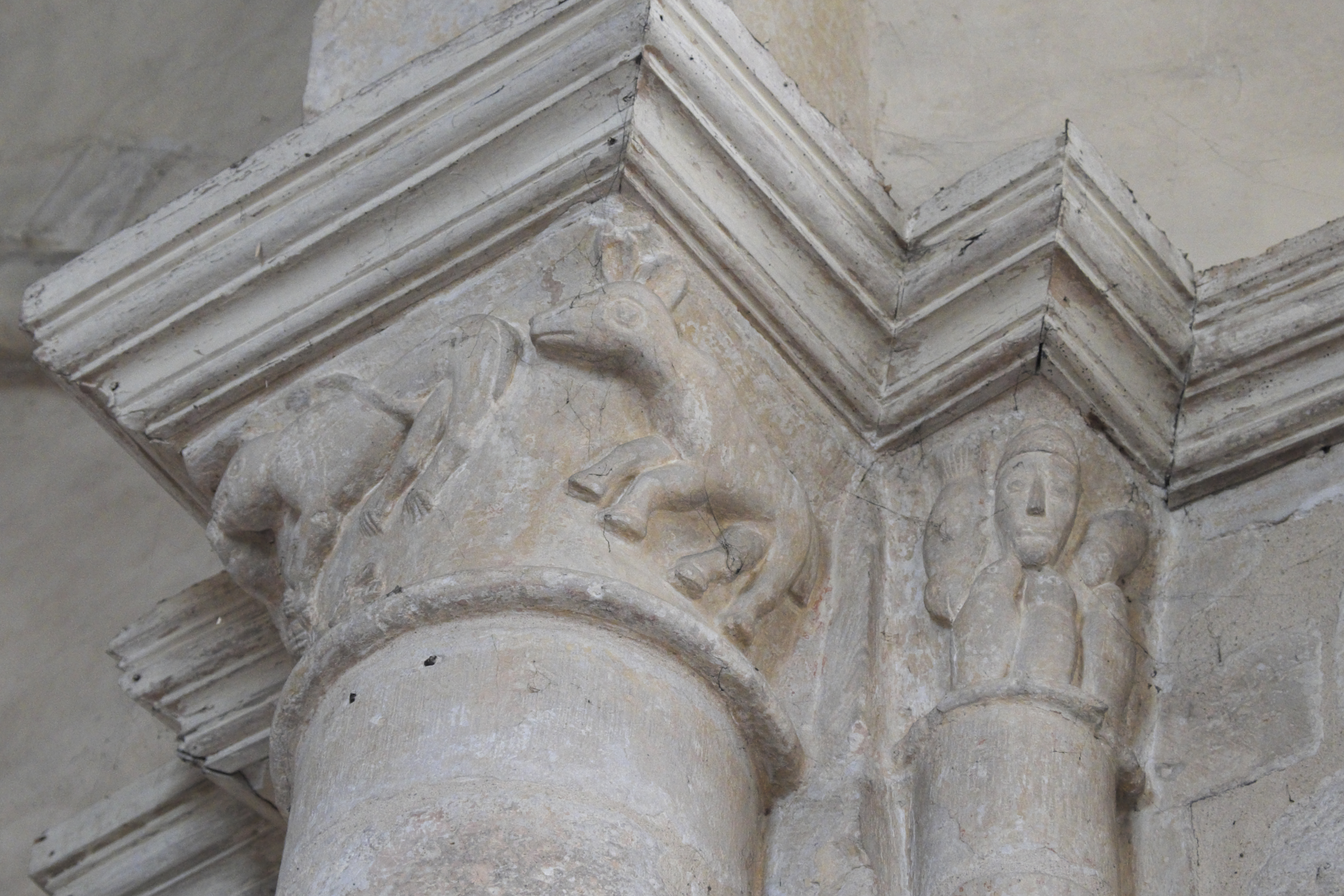
Kapitelle
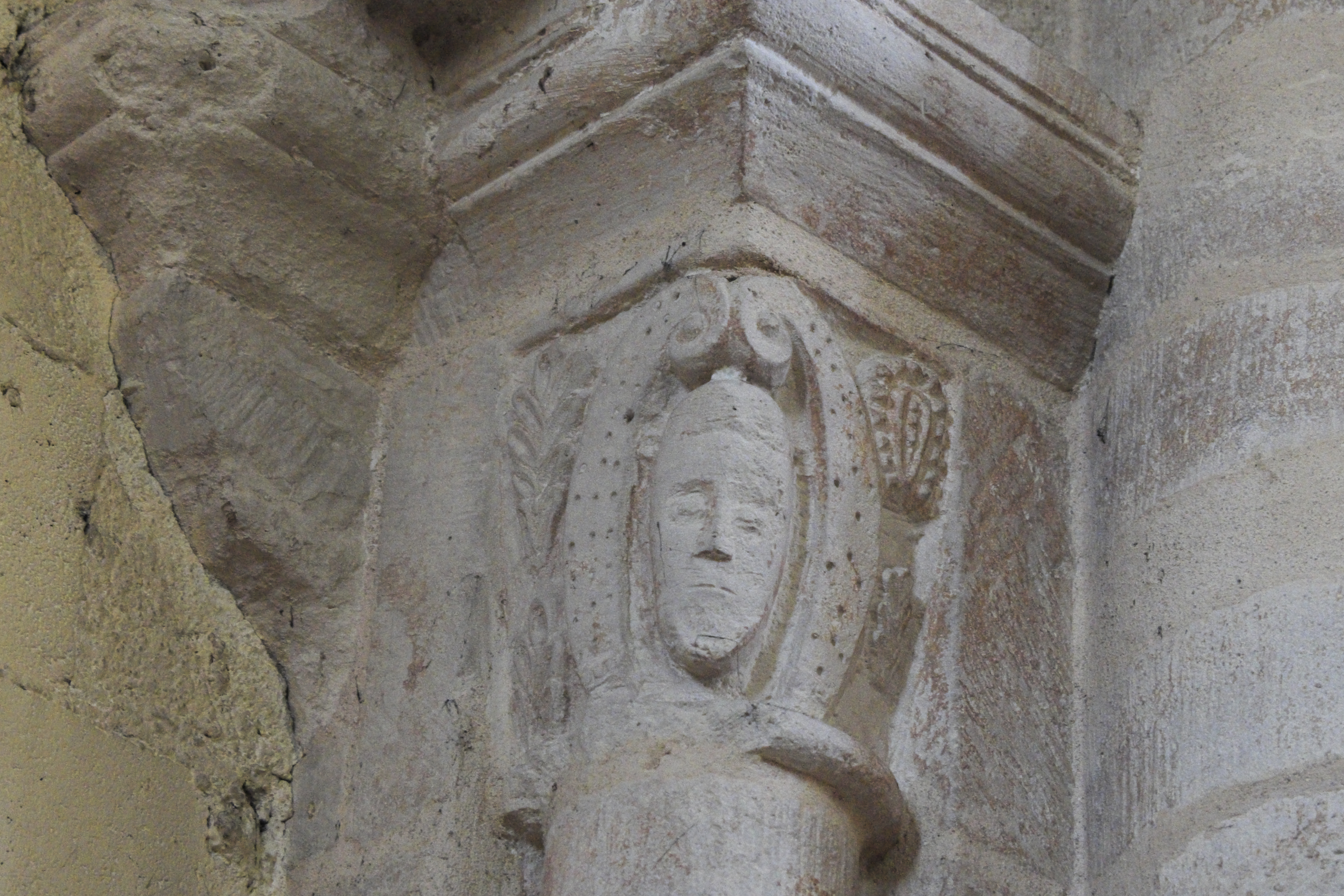
Kapitell
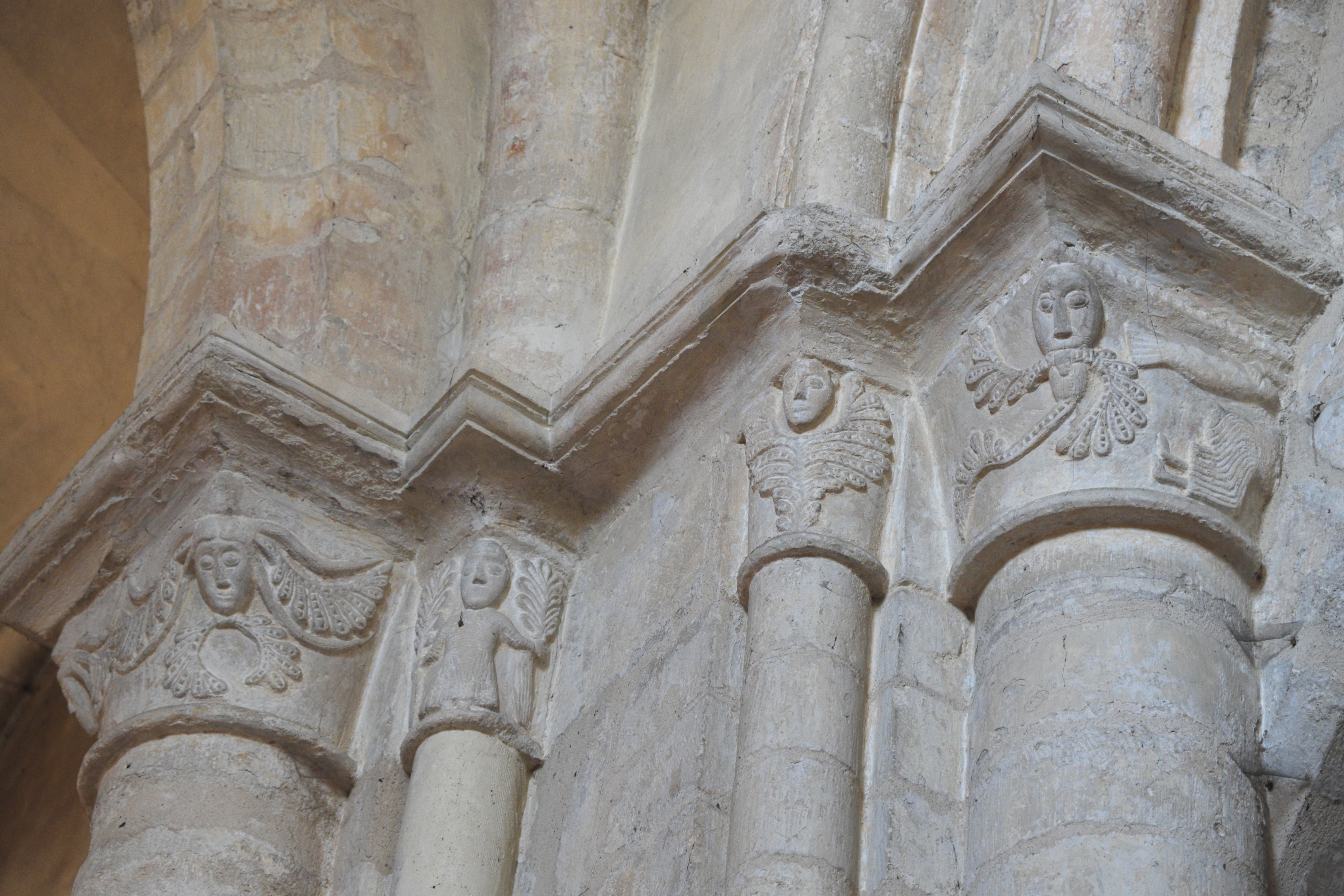
Kapitelle
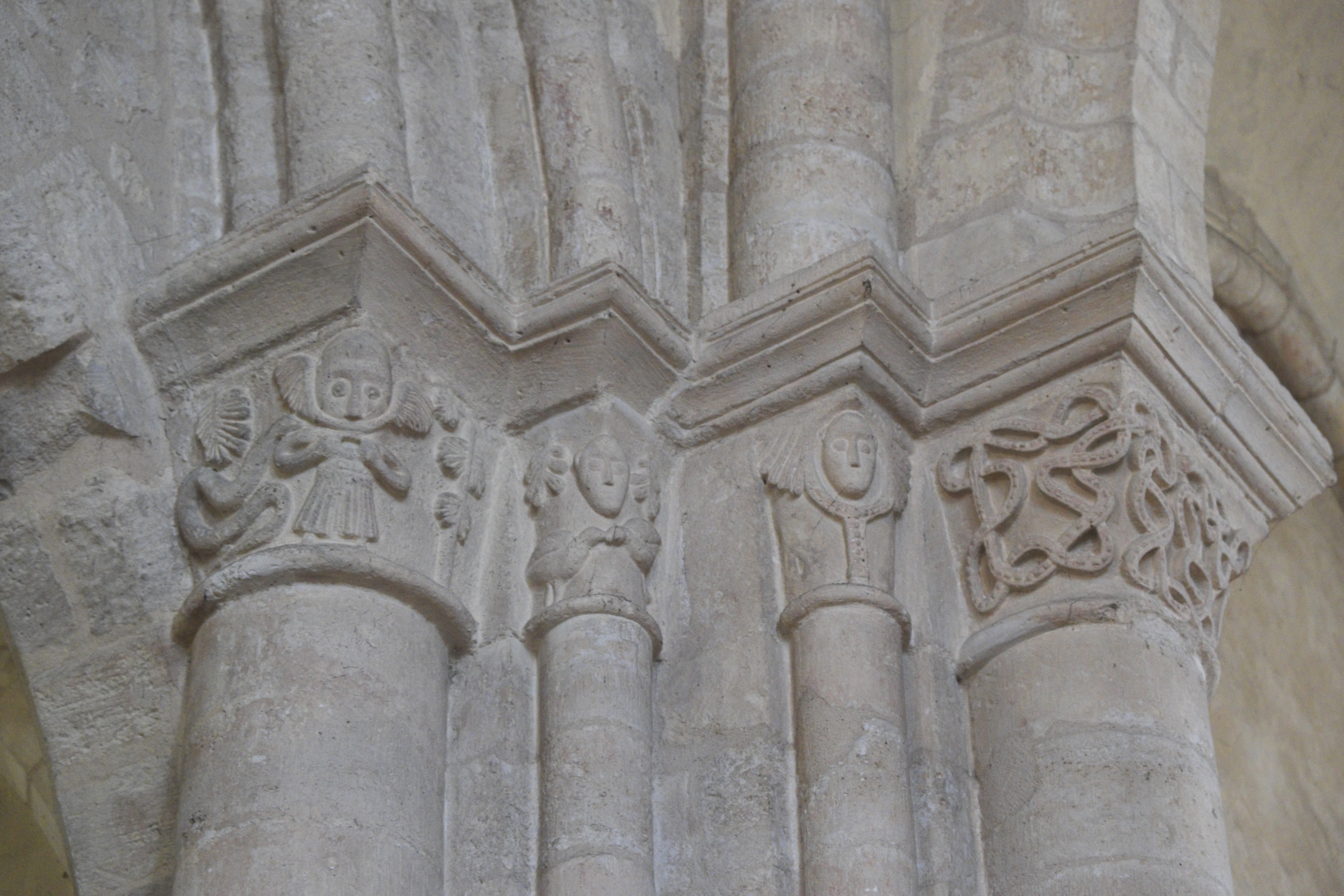
Kapitelle

## Chorfenster
Auf dem zentralen Chorfenster ist Jesus Christus als Guter Hirte dargestellt. Das Bleiglasfenster wurde 1944 von dem Glasmaler Albert Martin nach einem Karton geschaffen, den Maurice Denis vor seinem Tod im Jahr 1943 angefertigt hatte.

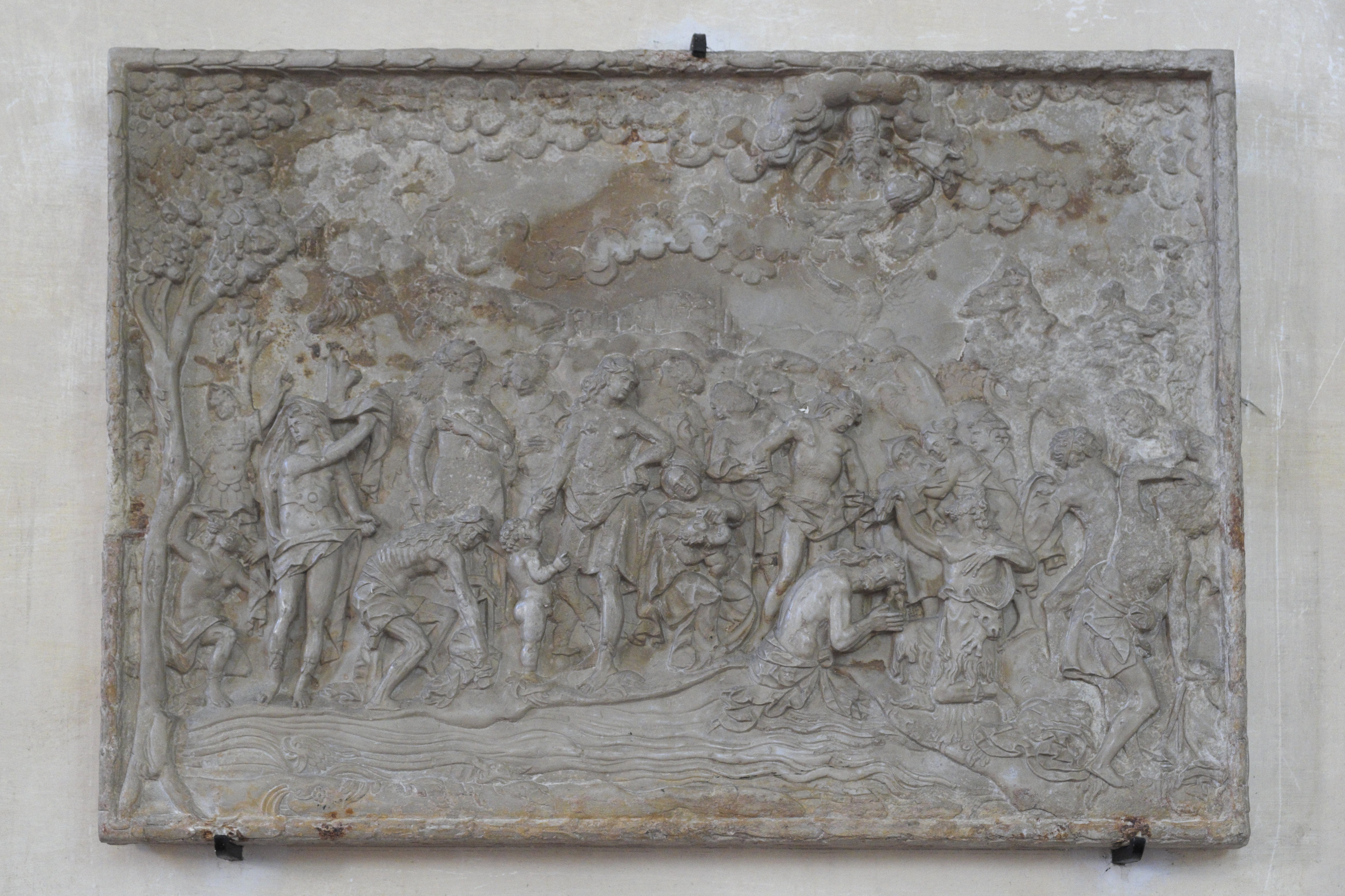
Alabasterrelief

## Ausstattung
- In der Mittelapsis wurde der wiederaufgefundene steinerne Altar aus dem 12. Jahrhundert aufgestellt.
- Das Alabasterrelief mit der Darstellung der Taufe Jesu wird ins 16. Jahrhundert datiert.
- Aus dem 16. Jahrhundert stammt auch das hölzerne Kruzifix an der nördlichen Langhauswand.